# Пето авеню
Пето авеню, изписвано с цифри 5-о авеню (на английски: Fifth Avenue, 5th avenue) е популярна пътна артерия в район Манхатън на град Ню Йорк, САЩ.
Известно е със стари имения и скъпи апартаменти, символ на заможната част на Ню Йорк. В частта си между 34-та и 59-а улица е известно място за пазаруване. Наемите на 5-о авеню я нареждат сред най-скъпите улици в света заедно с подобни в Париж, Токио и Лондон, въпреки че класацията се променя ежегодно според колебания във валутите и условията на местната икономика.
5-о авеню започва от парка на площад „Уошингтън“ (Washington Square Park) и преминава покрай източната част на „Сентръл Парк“, завършвайки при Харлемската река на 142-ра улица. Разделителна линия е на източните и западните улици в Манхатън. Престижът му е още от 1862 г., когато там се нанася да живее Каролайн Астър, жена на виден американски наследник на недвижими имоти. През 1893 година на мястото на дома ѝ е издигнат известният хотел „Астория“.
На 5-о авеню са известната градска библиотека на Ню Йорк, Рокфелер Сентър и катедралата „Св. Патрик“. Между 82-ра и 105-а улица са разположени толкова много музеи, че днес отсечката е позната като Милята на музеите. Там са „Метрополитън“ и „Гугенхайм“. На пресечката с 34-та улица се намира Емпайър Стейт Билдинг.